# 2 Brothers on the 4th Floor
2 Brothers on the 4th Floor é uma banda holandesa de eurodance que foi formada por volta do ano de 1990 pelos irmãos Martin e Bobby Boer, com a participação dos cantores D-Rock e Des'Ray. Eles são mais conhecidos pelos hits "Dreams (Will Come Alive)", "Never Alone", "Let Me Be Free", "Fly (Through the Starry Night)" e "Come Take My Hand".

## História

### Início de carreira, 1990 - 1991
Os irmãos de Boer já haviam feito experiências com música em um pequeno quarto, quando finalmente ganharam notoriedade em 1990, quando seu single Can't Help Myself foi executado por estações de rádio holandesas. Os irmãos, então, reuniram o rapper Da Smooth Baron MC e as cantoras Peggy "The Duchess" e Gale Robinson para formar sua banda de palco. O lançamento de seu próximo single, "Turn Up Da Músic Up" foi um pouco menos bem-sucedida.
O 2 Brothers on the 4th Floor fez dois singles juntos antes de se separarem. Martin Boer se mudou para um novo estúdio profissional e começou a fazer remixes com o nome Dancability Productions, fazendo remixes para artistas como Becky Bell, Twenty 4 Seven e Luv' (por seu Megamix '93), enquanto Bobby Boer projetava capas de discos e inlays de CD para outros artistas.

### 1993 - 1994: A Volta e Dreams
O 2 Brothers On The 4th Floor foi revivido pelos irmãos de Boer, em 1993. Bobby juntou Martin em seu estúdio e, depois de algum tempo, lançou o single Never Alone. Este single foi o primeiro a ser lançado com o rapper D- Rock (René Philips) e a cantora Désirée Claudette Manders, cujo nome artístico era Des'Ray.

### 1995 - 1997: 2
Em 1995 e 1996, o 2 Brothers on the 4th Floor lança os singles "Fly (Through the Starry Night)", "Come Take My Hand" e "Fairytales", mudando seu gênero para happy hardcore. No final de 1996, a banda lançou o single "There's a Key" e seu segundo álbum, 2. Após 2, a banda mudou estilos, registrando pela primeira vez o single "One Day".

### 1998 - 2001: Singles
Em março de 1998, o 2 Brothers on the 4th Floor lançou o single "Do U Know". No início do outono de 1998, o single "The Sun Will Be Shining" foi lançado. Ele contém remixes de Mark van Dale & Enrico, Dance Therapy and The Dub Foundation. Embalado com "The Sun Will Be Shining" foi um CD-ROM com os vídeos de "The Sun Will Be Shining" e "The Making Of".
Em 5 de fevereiro de 1999, o single "Heaven Is Here" foi lançado. 29 de outubro do mesmo ano viu o lançamento do single "Living in Cyberspace". Em 16 de junho de 2000, o single "Wonderful Feeling" foi lançado. Em 29 de junho de 2001, o single "Stand Up And Live" foi lançado.

### 2002 - atualmente: Hiato
O 2 Brothers on the 4th Floor nunca lançou seu terceiro álbum, devido a problemas com, entre outras coisas, as gravadoras.

## Discografia

### Álbuns de estúdio
| 1994                                             | Dreams - Lançado: Julho de 1994 - Gravadora: Lowland Records | 91 | 5  |
| 1996                                             | 2 - Lançado: Novembro de 1996 - Gravadora: Lowland Records   | —  | 18 |
| "—" isso denota que o álbum não entrou no chart. |                                                              |    |    |

### Singles
| Ano                                                | Título                           | Posições nas paradas | Posições nas paradas | Posições nas paradas | Posições nas paradas | Posições nas paradas | Posições nas paradas | Posições nas paradas | Posições nas paradas | Posições nas paradas | Posições nas paradas | Posições nas paradas | Posições nas paradas | Álbum         |
| Ano                                                | Título                           | ALE                  | AUT                  | BEL (FLA)            | BEL (VAL)            | EUA Dance            | FIN                  | GBR                  | ITA                  | NLD                  | NOR                  | SUE                  | SUI                  | Álbum         |
| -------------------------------------------------- | -------------------------------- | -------------------- | -------------------- | -------------------- | -------------------- | -------------------- | -------------------- | -------------------- | -------------------- | -------------------- | -------------------- | -------------------- | -------------------- | ------------- |
| 1990                                               | "Can't Help Myself"              | 32                   | —                    | —                    | —                    | 6                    | —                    | —                    | —                    | 6                    | —                    | —                    | —                    | Dreams        |
| 1991                                               | "Turn Da Music Up"               | —                    | —                    | —                    | —                    | —                    | —                    | —                    | —                    | 17                   | —                    | —                    | —                    | Dreams        |
| 1993                                               | "Never Alone"                    | —                    | —                    | —                    | —                    | —                    | —                    | —                    | 18                   | 2                    | —                    | 38                   | —                    | Dreams        |
| 1994                                               | "Dreams (Will Come Alive)"       | 25                   | —                    | —                    | —                    | —                    | —                    | 107                  | 4                    | 1                    | —                    | 14                   | 32                   | Dreams        |
| 1994                                               | "Let Me Be Free"                 | 43                   | —                    | —                    | —                    | —                    | —                    | —                    | 11                   | 7                    | —                    | 23                   | —                    | Dreams        |
| 1995                                               | "Fly (Through the Starry Night)" | —                    | 26                   | 19                   | 30                   | —                    | —                    | —                    | 15                   | 6                    | —                    | 24                   | —                    | 2             |
| 1995                                               | "Come Take My Hand"              | —                    | —                    | 9                    | —                    | —                    | —                    | —                    | 16                   | 4                    | 12                   | 28                   | —                    | 2             |
| 1996                                               | "Fairytales"                     | —                    | —                    | 46                   | —                    | —                    | —                    | —                    | —                    | 4                    | —                    | 49                   | —                    | 2             |
| 1996                                               | "Mirror of Love"                 | —                    | —                    | 22                   | —                    | —                    | 19                   | —                    | —                    | 6                    | —                    | 44                   | —                    | 2             |
| 1996                                               | "There's a Key"                  | —                    | —                    | —                    | —                    | —                    | —                    | —                    | —                    | 7                    | —                    | —                    | —                    | 2             |
| 1996                                               | "Christmas Time"                 | —                    | —                    | —                    | —                    | —                    | —                    | —                    | —                    | —                    | —                    | —                    | —                    | Apenas single |
| 1997                                               | "One Day"                        | —                    | —                    | —                    | —                    | —                    | —                    | —                    | —                    | 15                   | —                    | —                    | —                    | 2             |
| 1997                                               | "I'm Thinkin' of U"              | —                    | —                    | 48                   | —                    | —                    | —                    | —                    | —                    | 20                   | —                    | —                    | —                    | Apenas single |
| 1998                                               | "Do You Know?"                   | —                    | —                    | —                    | —                    | —                    | —                    | —                    | —                    | 26                   | —                    | —                    | —                    | Apenas single |
| 1998                                               | "The Sun Will Be Shining"        | —                    | —                    | —                    | —                    | —                    | —                    | —                    | —                    | 29                   | —                    | —                    | —                    | Apenas single |
| 1999                                               | "Heaven Is Here"                 | —                    | —                    | —                    | —                    | —                    | —                    | —                    | —                    | 52                   | —                    | —                    | —                    | Apenas single |
| 1999                                               | "Living in Cyberspace"           | —                    | —                    | —                    | —                    | —                    | —                    | —                    | —                    | 28                   | —                    | —                    | —                    | Apenas single |
| 2000                                               | "Wonderful Feeling"              | —                    | —                    | —                    | —                    | —                    | —                    | —                    | —                    | 44                   | —                    | —                    | —                    | Apenas single |
| 2001                                               | "Stand Up and Live"              | —                    | —                    | —                    | —                    | —                    | —                    | —                    | —                    | —                    | —                    | —                    | —                    | Apenas single |
| "—" denota um lançamento que não entrou na parada. |                                  |                      |                      |                      |                      |                      |                      |                      |                      |                      |                      |                      |                      |               |